# Программа «ОДЕРАКС»
ОДЕРАКС (ODERACS, англ. Orbital DEbris RAdar Calibration Spheres — сферы для калибровки радаров, отслеживающих орбитальный мусор) — международный эксперимент по обнаружению малоразмерных космических объектов и калибровке радаров и оптических средств в целях отслеживания космического мусора. В трёх полётах американского шаттла планировалось выпустить пассивные наноспутники (металлические шары и металлические ленты различных размеров).
Объекты получили обозначения ODERACS-A — ODERACS-F для первого эксперимента и ODERACS-2A — ODERACS-2F для второго.

## Ход эксперимента ODERACS-1
Начат 12 февраля 1992 года. Миссия STS-53. Из-за проблем с электропитанием некоторые эксперименты данной миссии, включая ODERACS, были отложены.

## Ход эксперимента ODERACS-1R
В 14:54 GMT (09:54 EST) 9 февраля 1994 года с космического корабля «Дискавери» (миссия STS-60) из одного из контейнеров GAS (Get Away Special) в грузовом отсеке шаттла были поочерёдно выведены в самостоятельный полёт шесть сфер, по две диаметром 5, 10 и 15 сантиметров. Корабль шёл в это время над Британской Колумбией.
Шары находились на орбите Земли от 6 до 13 месяцев и полностью сгорели при входе в атмосферу.
Список 4 самых крупных объектов:
| Номер спутника | Диаметр, м  | Масса, кг | Покрытие поверхности              | Наклонение, ° | Высота запуска, км | Дата запуска | Дата входа в атмосферу |
| -------------- | ----------- | --------- | --------------------------------- | ------------- | ------------------ | ------------ | ---------------------- |
| 22990          | 0,1016 (4«) | 1,482     | хром, полированное                | 56,9          | 345                | 09.02.1994   | 02.10.1994             |
| 22991          | 0,1016 (4») | 1,482     | алюминий, пескоструйная обработка | 56,9          | 350                | 09.02.1994   | 04.10.1994             |
| 22994          | 0,1524 (6") | 5,000     | хром, полированное                | 56,9          | 350                | 09.02.1994   | 03.03.1995             |
| 22995          | 0,1524 (6") | 5,000     | алюминий, пескоструйная обработка | 56,9          | 350                | 09.02.1994   | 24.02.1995             |

В работе по сферам принимали участие и некоторые российские РЛС UHF-, S- и C-диапазонов. Они обнаружили и сопровождали 15- и 10-сантиметровые сферы с первого их прохождения через зоны действия станций, за исключением РЛС UHF-диапазона, которая устойчиво наблюдала 10-сантиметровые сферы только после снижения порога чувствительности и установки специального программного шумоподавляющего фильтра. 5-сантиметровые сферы обнаружили и сопровождали только РЛС S- и C-диапазонов. Первой из привлекаемых к эксперименту средств, пятисантиметровые шары обнаружила РЛС «Дон-2Н» с экспериментальной программой обработки с некогерентным накоплением около десятка сигналов при высоте цели 352 км и на дальности 500—800 км (сопровождение до 900—1500 км).

## Ход эксперимента ODERACS-II
Начат 4 февраля 1995 года, миссия STS-63. На орбиту запущено 3 шара (2, 4 и 6 дюймов в диаметре) и три диполя (два размерами 5,3 × 0,04 дюйма и один 1,7 × 0,04 дюйма). Время существования на орбите составило от 17 дней до 13 месяцев.
2 самых крупных шара:
| Номер спутника | Диаметр, м  | Масса, кг | Покрытие поверхности | Наклонение, ° | Высота запуска, км | Дата запуска | Дата входа в атмосферу |
| -------------- | ----------- | --------- | -------------------- | ------------- | ------------------ | ------------ | ---------------------- |
| 23471          | 0,1524 (6") | 5,000     | black iridite        | 51,9          | 340                | 03.02.1995   | 13.03.1996             |
| 23472          | 0,1016 (4") | 1,482     | white chemglaze      | 51,9          | 325                | 03.02.1995   | 29.09.1995             |

## Результаты экспериментов
В рамках программы произведено 12 пусков.
Основная цель программы, калибровка радара Haystack Long Range Imaging Radar (LRIR) и проверка JSC Orbital Debris Analysis System (ODAS), была выполнена успешно.